# Dzibilchaltún

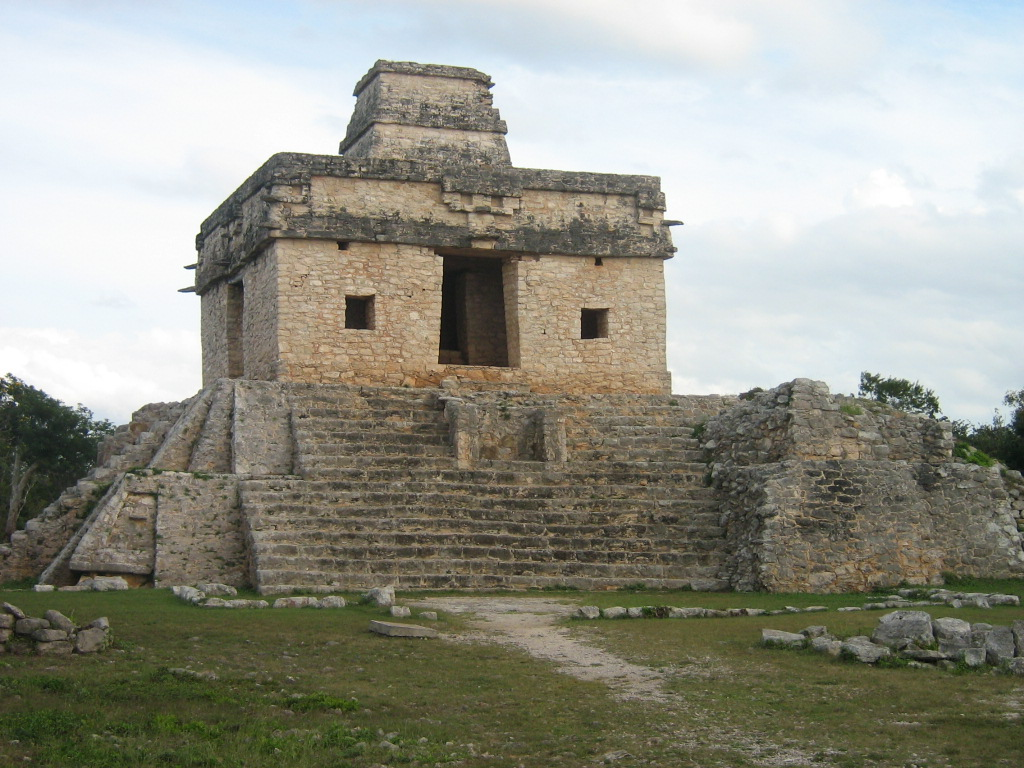
Świątynia Siedmiu Lalek

Dzibilchaltún – stanowisko archeologiczne kultury Majów na terenie meksykańskiego stanu Jukatan, położone około 17 km na północ od miasta Mérida. Główną budowlą jest tzw. „Świątynia Siedmiu Lalek”. Zachowała się długa droga sacbé, łącząca świątynie z innymi obiektami. Miejscowe muzeum posiada również stele z Uxmal i Chichén Itzá. Na obszarze stanowiska znajduje się cenote o głębokości do 40m, służący niegdyś Majom jako zbiornik wody pitnej, a obecnie udostępniony do kąpieli.
W późnym i schyłkowym okresie klasycznym Dzibilchaltún stanowiło jeden z najpotężniejszych ośrodków na północy Jukatanu. Na obszarze o powierzchni 19 km² znajdowało się ponad 8000 struktur. Populacja osiedla około 800 roku mogła liczyć nawet 25 tysięcy osób.
Stanowisko znajduje się na terenie Parku Narodowego Dzibilchantún.